# Landsyfirréttur
La Landsyfirréttur était l'ordre juridique le plus élevé en Islande, pendant la période de domination danoise. Cette cour est mise en place le 10 août 1801 et tient sa dernière session le 22 décembre 1919, un an après le début du Royaume d'Islande. La Cour suprême d'Islande succède à la Landsyfirréttur en janvier 1920 comme étant le sommet du pouvoir judiciaire en Islande.